# Detlev Friedrich von Ahlefeldt
Detlev Friedrich von Ahlefeldt (* 12. März 1686; † um 1745) war Erbherr auf Brodau und dänischer Generalmajor.

## Leben

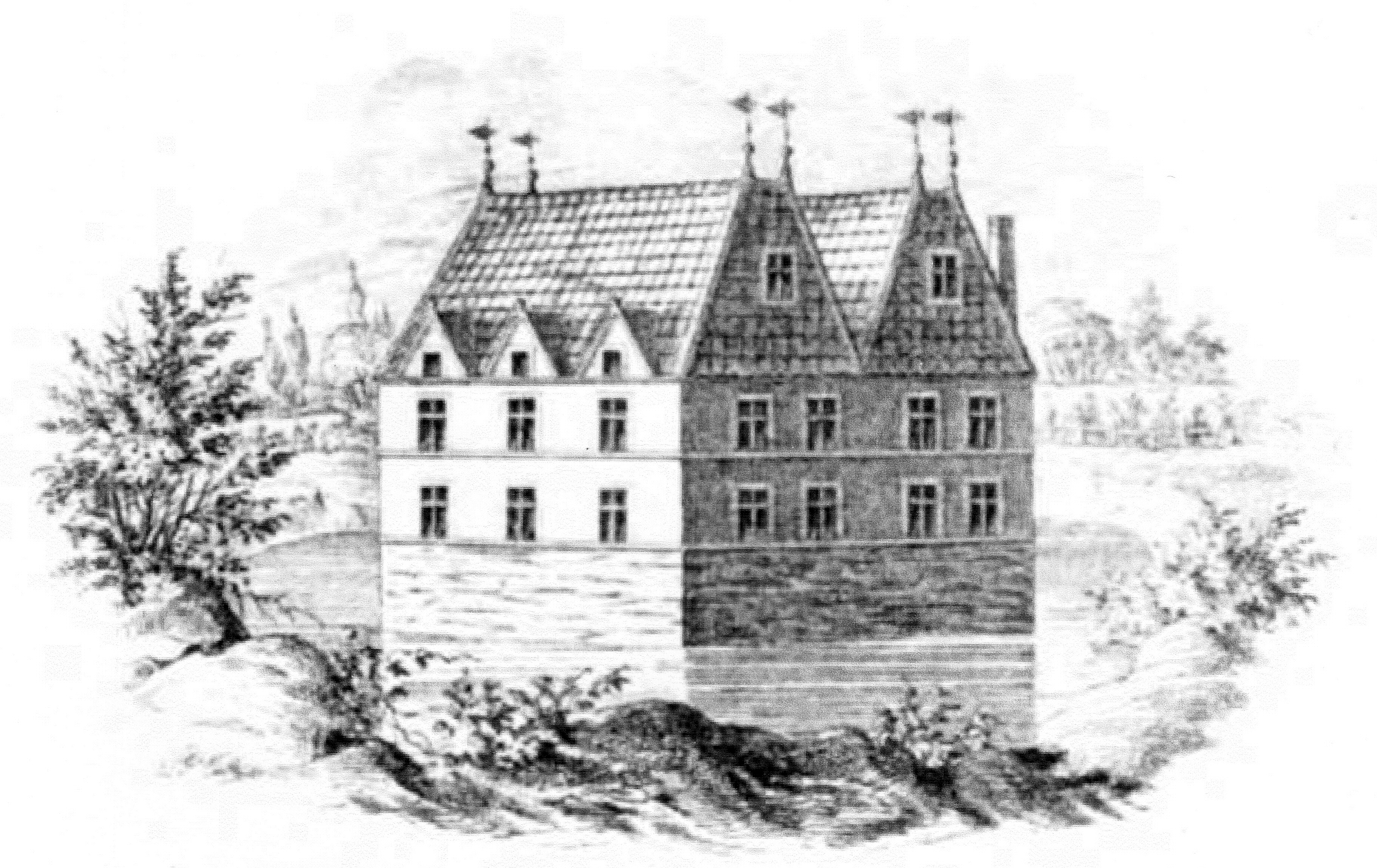
Das alte Gutshaus Brodau

Detlev Friedrich von Ahlefeldt, Erbherr auf Brodau, war der Sohn von Detlev Siegfried von Ahlefeldt und Barbara Elisabeth von Holstein. Er wurde im Jahr 1658 auf dem Adligen Gut Brodau geboren und erbte nach dem Tod seines Vaters das Adlige Gut, das er aus Geldmangel 1737 für 60.200 dänische Kronen an den Oberamtmann Christian Eberhard Niemeier zu Lauenstein verkaufte. Detlev Friedrich war ab 1727 Obristleutnant und später Obrist beim Leib-Dragoner-Regiment. Ab 1730 war er dänischer Generalmajor und schied nach einigen Jahren aus dem Dienst aus.